# Kariya

Kariya (刈谷市 Kariya-shi?) este un municipiu din Japonia, prefectura Aichi.